# Вертков, Алексей Сергеевич
Алексе́й Серге́евич Вертко́в (род. 31 марта 1982, Новосибирск, РСФСР, СССР) — российский актёр театра и кино. Заслуженный артист Российской Федерации (2018).

## Биография
Алексей Вертков родился 31 марта 1982 года в Новосибирске.
Во время учёбы в средней общеобразовательной школе №165 занимался в пришкольной театральной студии под руководством Натальи Филипповны Ерошиной. После девятого класса с её помощью подготовился к экзаменам и поступил в Новосибирское театральное училище (руководитель курса — Сергей Николаевич Афанасьев), которое окончил в 2001 году.
С 1998 года, будучи студентом училища, был занят в спектаклях Новосибирского городского драматического театра под руководством Сергея Афанасьева, где среди прочего сыграл Шута в «Короле Лире», Зилова-мальчика в «Утиной охоте».
В 2001 году в Москве поступил на режиссёрский факультет РАТИ—ГИТИСа по специальности «Актёрское искусство» (руководитель курса — Сергей Васильевич Женовач), а в 2005 году окончил его. В том же году из этого выпускного курса был создан театр «Студия театрального искусства» (СТИ) под руководством Сергея Женовача, где Алексей Вертков стал одним из ведущих артистов.
Актёр сотрудничает с Московским Художественным театром имени А. П. Чехова. 2 ноября 2017 года в театре состоялась премьера спектакля «Светлый путь. 19.17» режиссёра Александра Молочникова, посвящённого 100-летию Октябрьской революции 1917 года, в котором Алексей Вертков занят в роли Баса Его Величества.
В 2018 году Вертков приглашён на главную роль (Охотник) в спектакле «Му-му», комедии дель а́рте по произведениям И. С. Тургенева, режиссёра Дмитрия Крымова в Государственном театре наций, премьера которого состоялась 12 апреля 2018 года.

### Личная жизнь
- Жена — Александра Ребено́к (род. 6 мая 1980), актриса театра и кино, телеведущая. 6 июля 2017 года у пары родился сын Иван. 1 августа 2020 года стали родителями во второй раз[10].

## Творчество

### Роли в театре

#### Новосибирский городской драматический театр под руководством Сергея Афанасьева
- 1998 — «Король Лир» по одноимённой пьесе Уильяма Шекспира — Шут
- 1998 — «Утиная охота» по одноимённой пьесе А. В. Вампилова — Зилов-мальчик

#### Театр «Студия театрального искусства» (СТИ)(Москва)
- 2003 — «Об-ло-мов-щина…» по роману «Обломов» И. А. Гончарова. Режиссёр: Герман Сидаков — Захар Трофимович, слуга Обломова
- 2004 — «Как вам это понравится» по одноимённой комедии Уильяма Шекспира. Режиссёр: Александр Коручеков — Оселок, шут
- 2004 — «Поздняя любовь» по одноимённой пьесе А.Н. Островского. Режиссёр: Уланбек Баялиев — Герасим Порфирьич Маргаритов, адвокат из отставных чиновников, старик благообразной наружности
- 2004 — «Мальчики» по девяти главам романа «Братья Карамазовы» Ф. М. Достоевского. Режиссёр: Сергей Женовач — Николай Ильич Снегирёв, отставной штабс-капитан
- 2005 — «Marienbad» по роману «Мариенбад» Шолом-Алейхема. Режиссёр: Евгений Каменькович — Альфред Зайденер, дантист из Кишинёва
- 2006 — «Захудалый род» по одноимённому роману Н. С. Лескова. Режиссёр: Сергей Женовач — Доримедонт Васильич Рогожин (по прозвищу «Дон Кихот»), дворянин
- 2007 — «Игроки» по одноимённой комедии Н. В. Гоголя. Режиссёр: Сергей Женовач — Степан Иванович Утешительный
- 2009 — «Три года» по одноимённой повести А. П. Чехова. Режиссёр: Сергей Женовач — Алексей Фёдорович Лаптев
- 2010 — «Записные книжки» по А. П. Чехову. Режиссёр: Сергей Женовач — артист Тигров
- 2012 — «Москва-Петушки» по поэме в прозе «Москва — Петушки» Венедикта Ерофеева. Режиссёр: Сергей Женовач — Веня (Веничка) Ерофеев, интеллектуальный алкоголик
- 2015 — «Самоубийца» по одноимённой пьесе Николая Эрдмана. Режиссёр: Сергей Женовач — Александр Петрович Калабушкин, сосед Подсекальниковых
- 2017 — «Мастер и Маргарита» по одноимённому роману М. А. Булгакова. Режиссёр: Сергей Женовач — Воланд

#### Московский Художественный театр имени А. П. Чехова
- 2017 — «Ночь влюблённых», сцены и песни из легендарных фильмов о любви. Режиссёр: Александр Молочников (премьера состоялась 14 февраля 2017 года) — актёр
- 2017 — «Светлый путь. 19.17» (спектакль посвящён 100-летию Октябрьской революции 1917 года). Автор и режиссёр: Александр Молочников (в создании текста принимал участие Андрей Золотарёв; премьера состоялась 2 ноября 2017 года) — Бас Его Величества[6][7]

#### Государственный театр наций
- 2018 — «Му-му», комедия дель а́рте по произведениям И. С. Тургенева. Автор и режиссёр: Дмитрий Крымов (премьера состоялась 12 апреля 2018 года)  — охотник[8]

### Фильмография
- 2006 — Капитанские дети — эпизод
- 2007 — Изгнание — Макс
- 2007 — Беглянки — Гриша, охранник, возлюбленный Нюры
- 2008 — Батюшка — Генка
- 2009 — Пелагия и белый бульдог — Пётр Георгиевич Телианов, внук Татищевой
- 2009 — Десантура — Вадик Рыжов, пленный
- 2009 — Палата № 6 — Иван Дмитриевич Громов, душевнобольной[11]
- 2010 — Элизиум — Алексей Тучков
- 2010 — Счастье моё — молодой лейтенант
- 2010 — Перемирие — Тимоха, милиционер
- 2011 — Последняя минута (фильм «Шутники») —
- 2011 — Утомлённые солнцем 2: Цитадель — агрессивный штрафник с гармошкой
- 2012 — Белый тигр — Иван Иванович Найдёнов, командир танка, младший лейтенант Красной армии (главная роль)[11]
- 2012 — Некуда спешить — Владимир Ильич (новелла «Конец дежурства»)
- 2013 — Замок эльфов (короткометражный) — Максим Серов (главная роль)
- 2013 — Сын отца народов — Сергей Луньков
- 2013 — Sex, кофе, сигареты — Пётр Семёнович, аспирант
- 2014 — Инквизитор — Антон Каменев («Камень»), водитель на хлебопекарне
- 2014 — До свидания, мама! — Алексей Литвинцев
- 2015 — Орлова и Александров — Николай Робертович Эрдман, советский драматург
- 2015 — Находка — следователь
- 2015 — Молодая гвардия — Эрнст-Эмиль Ренатус, полковник СС, начальник немецкой жандармерии
- 2015 — Взрослые дочери — Володя Гусаров
- 2017 — Дом фарфора — Козлов
- 2017 — Анна Каренина. История Вронского — капитан Максимов, раненый русский солдат
- 2017 — Блокбастер — продавец на заправке
- 2017 — Детки напрокат — отец Венеры
- 2017 — Легенда о Коловрате — Нестор, отшельник
- 2017 — Лалай-балалай (короткометражный) —
- 2017 — Хит — Роман
- 2017 — Гайлер — отец Дмитрий
- 2018 — Бедная девочка — Славик
- 2018 — Гоголь. Вий — Хома Брут
- 2018 — Решение о ликвидации — Равиль Муратович Муминов, начальник спецкоманды, подполковник ФСБ РФ[11][12]
- 2018 — Вечная жизнь Александра Христофорова — почтальон
- 2019 — Воскресенье — Дмитрий Терехов, чиновник мэрии
- 2019 — Болевой порог — решала
- 2020 — Калашников — Лобов, капитан госбезопасности
- 2020 — Перевал Дятлова — Владимир Яхромеев, капитан НКВД, командир «летучего отряда»
- 2020 — Хороший человек — Кожегарь, капитан юстиции
- 2020 — Мёртвые души — Серый человек
- 2020 — Иванько — Константин Бурылёв, учитель истории, бард
- 2020 — Доктор Лиза — Лёня, психиатр
- 2021 — Собор — Анис Гаврилович Гирфанов
- 2021 — Угрюм-река — Владислав Викентьевич Парчевский, поляк, сердцеед, инженер
- 2021 — Западня — Чижов («Чиж»), «вор в законе»
- 2022 — Цыплёнок жареный — Жмых
- 2022 — Французский мастер — Марк, сводный брат Германна
- 2023 — Первая любовь — Иваныч
- 2023 — Хитровка. Знак четырёх — англичанин
- 2025 — Август — комендант города Лида

#### Телеспектакли
- 2020 — Иранская конференция — Магнус Томсен

## Признание заслуг

### Государственные награды Российской Федерации
- 2018 — почётное звание «Заслуженный артист Российской Федерации» — за большой вклад в развитие отечественной культуры, искусства, средств массовой информации и многолетнюю плодотворную деятельность[1].

### Общественные награды
- 2005 — лауреат премии III Международного фестиваля театральных школ в Варшаве в номинации «Лучшая мужская роль» — за роль в спектакле «Мальчики».
- 2006 — лауреат премии М. И. Царёва за «успешное постижение профессии актёра».
- 2013 — приз Международного кинофестиваля «Джемисон» в Дублине (Ирландия) за лучшую мужскую роль — за исполнение роли Ивана Найдёнова в художественном фильме «Белый тигр» (2012) режиссёра Карена Шахназарова[13].
- 2013 — лауреат российской театральной премии «Хрустальная Турандот» в номинации «Лучшая мужская роль» — за исполнение роли Венички в спектакле «Москва-Петушки» по поэме в прозе «Москва — Петушки» Венедикта Ерофеева режиссёра Сергея Женовача на сцене московского театра «Студия театрального искусства» (СТИ).
- 2013 — лауреат премии К. С. Станиславского (театральный сезон 2012—2013) на Международном театральном фестивале «Сезон Станиславского» в номинации «Лучшая мужская роль» — за исполнение роли Венички в спектакле «Москва-Петушки» по поэме в прозе «Москва — Петушки» Венедикта Ерофеева режиссёра Сергея Женовача на сцене московского театра «Студия театрального искусства» (СТИ)[14].
- 2014 — лауреат премии «Золотая маска» в конкурсе спектаклей драматического театра в номинации «Лучшая мужская роль» — за исполнение роли Венички в спектакле «Москва-Петушки» по поэме в прозе «Москва — Петушки» Венедикта Ерофеева режиссёра Сергея Женовача на сцене московского театра «Студия театрального искусства» (СТИ).
- 2018 — лауреат Премии ФСБ России в номинации «Актёрская работа» за роль сотрудника ФСБ в художественном фильме «Решение о ликвидации».